# منطقه کیریوینی-گودایناف
منطقه کیریوینی-گودایناف یکی از منطقه های استان خلیج میلنه واقع در کشور پاپوآ گینه نو می باشد. مرکز این منطقه کیریوینا است. این منطقه خود از ۲ فرمانداری محلی تشکیل می گردد که هر فرمانداری به منظور سهولت در امر آمارگیری خود به چند بخش تقسیم می شود. طبق سرشماری سال ۲۰۰۰ میلادی جمعیت این منطقه ۴۹٬۵۹۰ نفر بوده است.

## تقسیمات
این منطقه دارای ۲ فرمانداری محلی است که اسامی آن ها به شرح زیر است:
- فرمانداری محلی روستایی جزیره گودایناف

- فرمانداری محلی روستایی کیریوینی